# Ermita de la Virgen del Adjutorio (Benlloch)
La ermita de la Virgen María de la Adjutori de Benlloch (Plana Alta), centro devocional católico, está situada a 1,5 km, al NE de la población.

## Historia
En 1445 se construye la ermita de los santos Abdón y Senen, patrones de la población, y en 1498 se cede la preeminencia en la titularidad de la ermita a la Virgen María del Adjutorio, a pesar de que los patrones de la piedra mantienen la cotitularidad, y se realizan obras de ampliación y reforma del templo.
El diseño del nuevo templo fue realizado por Josep Palau, y las obras las diriguí Josep Vilallave. La primera piedra se colocó el 26 de julio de 1729 y se finalizó el 7 de septiembre de 1742. Durante la construcción, los problemas aparecidos de estabilidad, obligaron a realizar varias intervenciones: En 1730 por Pere Gonel y Francesc Garafulla, en 1731 por Josep Antoni Simó, y en 1732 por Antoni Granjero y Pere Joan Pellicer. La casa del ermitaño es de 1621 y en 1755 se amplió, a cargo de Josep Vilallave.
Es un Bien de Relevancia Local con la categoría de Monumento de Interés Local por la Disposición Adicional Quinta de la Ley 5/2007, de 9 de febrero, de la Generalitat Valenciana, del Patrimonio Cultural Valenciano.

## Arquitectura

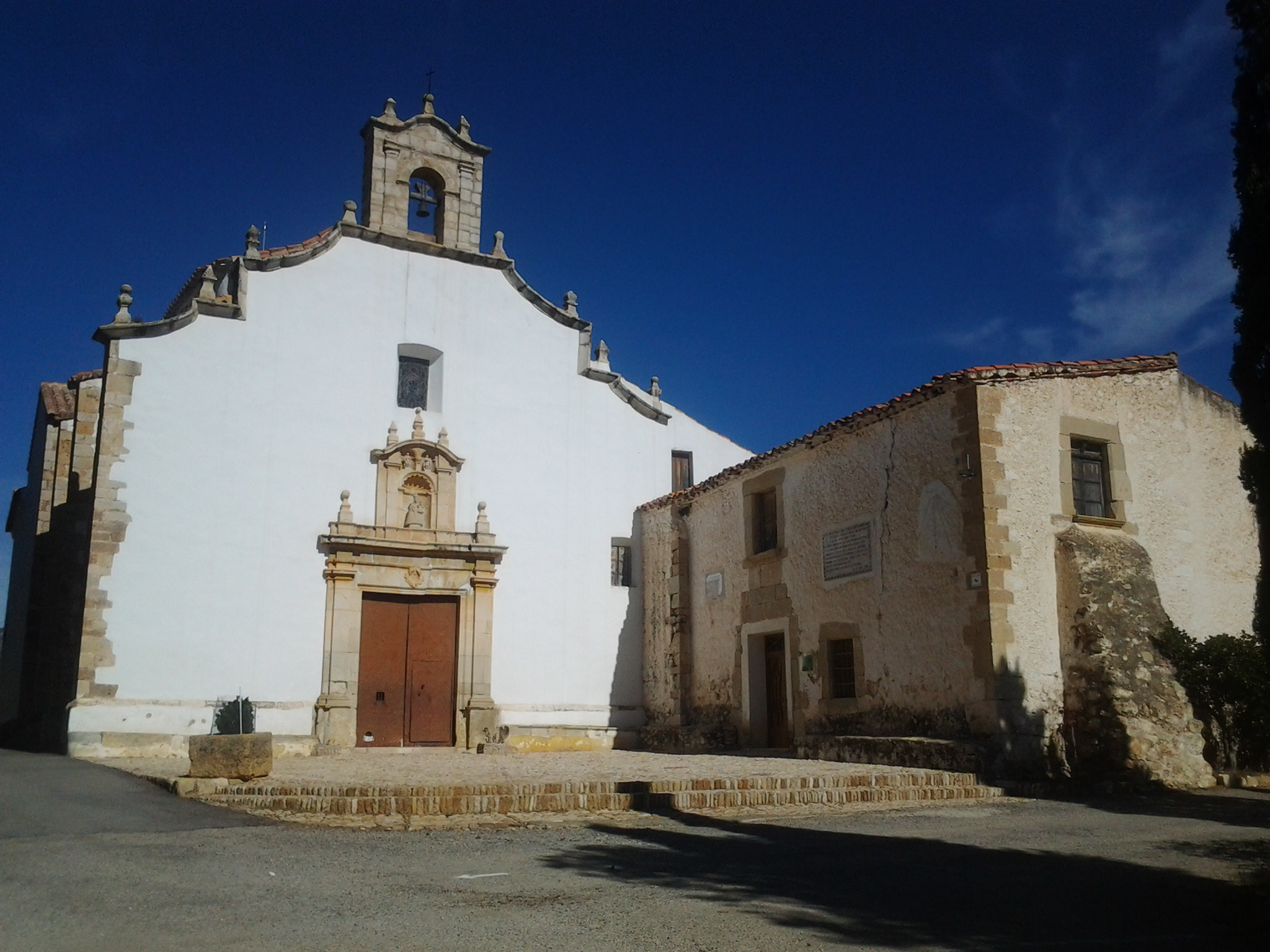
Ermita de la Virgen del Adjutorio (Benllóc). Año 2019

En una pequeña elevación del terreno, desde donde se puede ver el término municipal, se encuentra la ermita y la casa del ermitaño, formando ángulo recto, y delante, una pequeña plaza rectangular.
El templo consta de nave única de tres tramos, crucero, presbiterio recto, y detrás, el camarín. La nave y los brazos del crucero se cubren con bóveda de cañón con lunetos, el crucero con una cúpula sin tambor, el presbiterio con vuelta de cuadrante de esfera sobre conchas, y el camarín, con dos tramos de vuelta de cañón en los laterales del presbiterio, y una pequeña cúpula, en la parte posterior.
La fachada principal del templo está remate por una cornisa mixtilínea con pináculos. En el centro del frontis hay una portada con la apertura flanqueada por pilastras, y por encima de un entablamento sencillo, una hornacina en forma de pechina con la imagen de la titular, flanqueada por pilastras, y arriba, dos hornacinas pequeñas con las imágenes de los antiguos titulares, todo coronado por una cornisa curvilínea con pináculos. Una ventana por sobre, y por encima de la cornisa, una espadaña, con el mismo modelo que el cuerpo superior de la portada, con pilastras soportando una cornisa curvilínea

## Festividad y tradiciones
Las festividad principal se celebra el 30 de julio con una romería trayendo los patrones, Santo Abdón y Santo Senen, de la parroquia a la ermita, con misa y fiesta grande en los alrededores de la ermita. El lunes siguiente a la Pascua de Resurrección y a la Pascua Granada, y el 8 de septiembre, fiesta de la Natividad de la Virgen María, los fieles también acuden a la ermita.
Según la tradición, una armada portuguesa llegó a la costa, cerca de Torreblanca, y no pudo seguir por falta de viento. Por tres vueltas bajaron una imagen de la Virgen María de la Adjutorio a tierra para rogarles vientos favorables, y estando en tierra los vientos volvieron, y al subir la imagen al barco capitán, el vientos desaparecieron. Considerando milagroso este hecho, y respetando el deseo de la Virgen María de quedarse en estas tierras, enviaron a un sacerdote con la imagen, para descubrir donde quería estar. Ya por la noche llegó la imagen a la ermita de los santos Abdón y Senen de Benlloch, y el sacerdote dejó la imagen al altar para pasar la noche; y el día siguiente, cuando pensó a continuar el camino, cogió la imagen pero no pudo moverla. El sacerdote volvió a los barcos portugueses para informar de los hechos, y el ermitaño avisó a las autoridades del pueblo, y estos trajeron la imagen a la iglesia parroquial, pero el día siguiente la imagen había devuelto a la ermita, y allí se quedó, como la patrona titular.